# Penstemon utahensis
Penstemon utahensis là một loài thực vật có hoa trong họ Mã đề. Loài này được (S. Watson) A. Nelson mô tả khoa học đầu tiên năm 1899.

## Hình ảnh

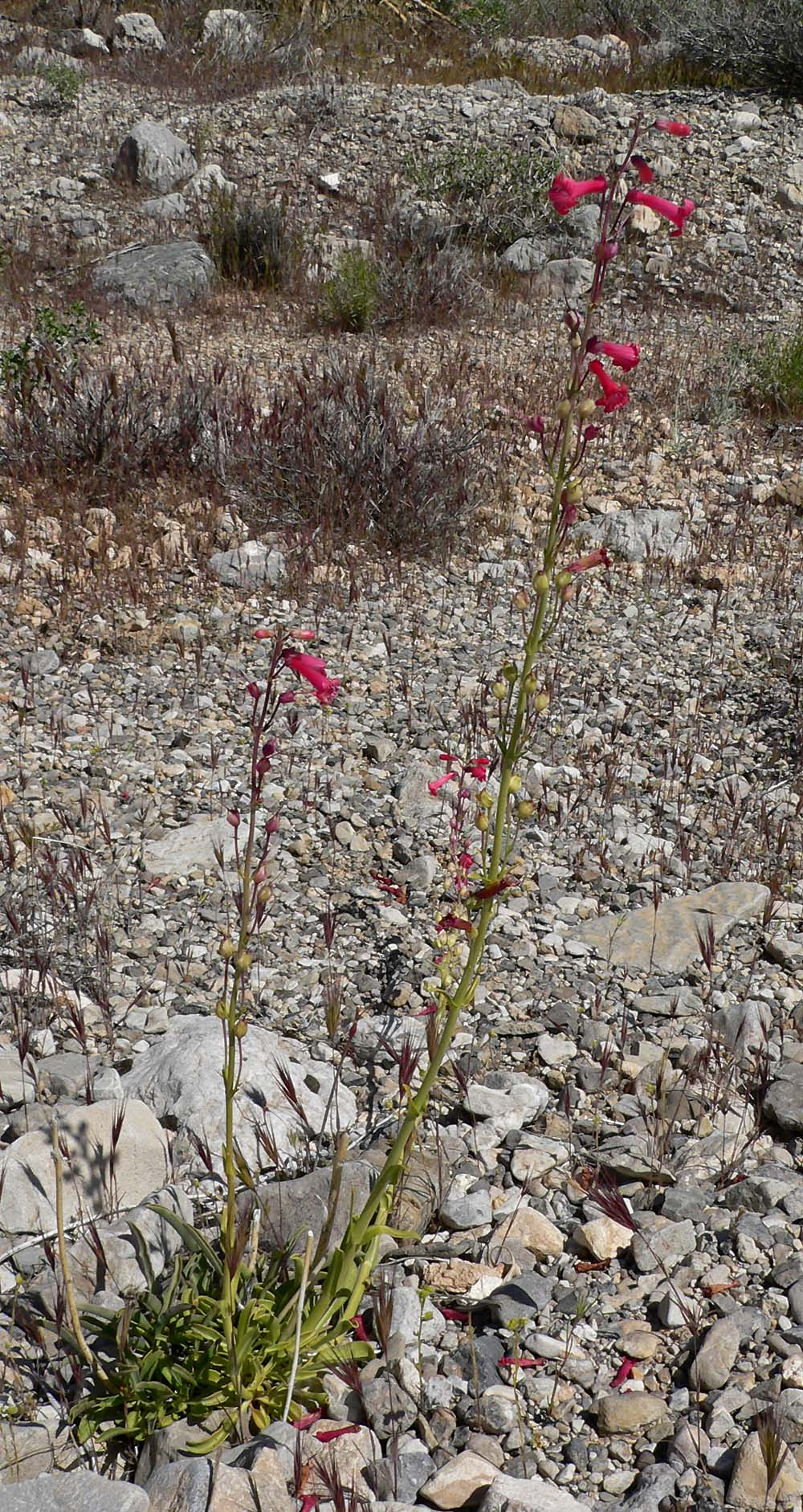
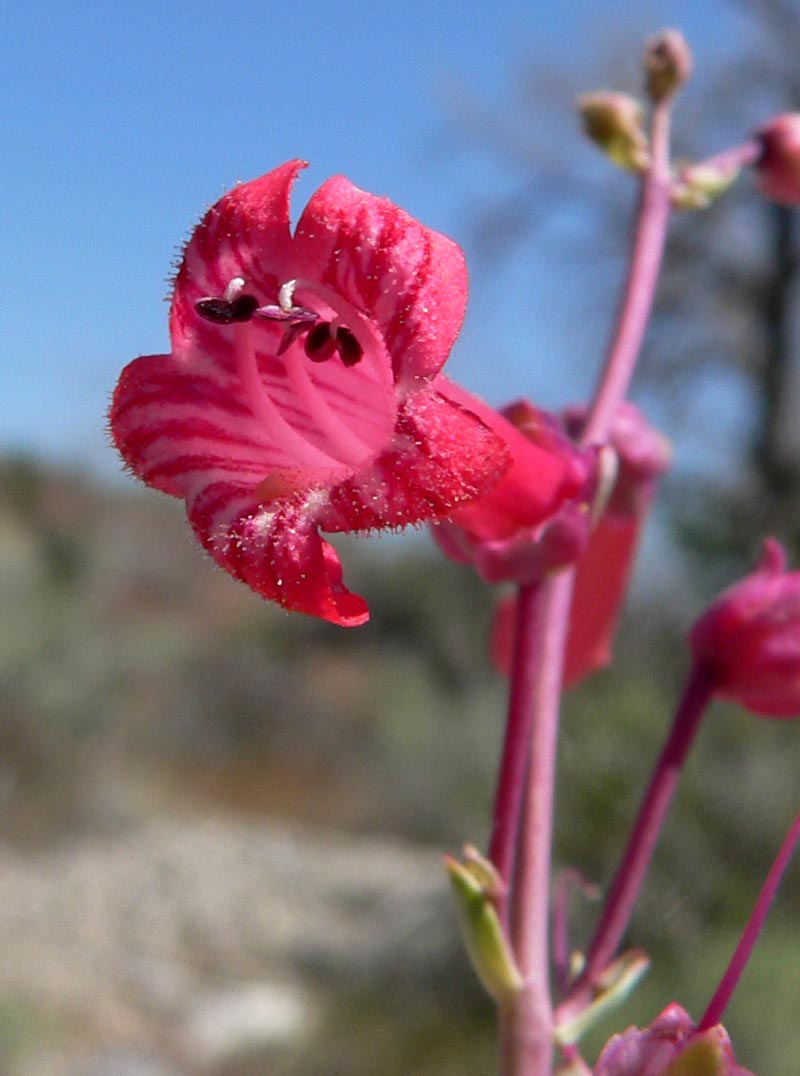